# Brakelsiek
Brakelsiek ist ein Stadtteil von Schieder-Schwalenberg im Kreis Lippe, Nordrhein-Westfalen.

## Lage
Das Dorf liegt im Lipper Bergland südlich des Hauptortes. Durch den Ort verläuft die Landesstraße 886. Der östliche Teil des Ortes gehört zum Naturschutzgebiet Schwalenberger Wald.

## Geschichte
Aus der Vorzeit stammen die Schalensteine am Bennerberg.
Brakelsiek wurde 1510 erstmals erwähnt. Damals nannte man das Dorf „tom Brakersike“ oder „tom Brackersyke“. 1535 wurde das Dorf als „Brackersieck“ bezeichnet.
Der Name leitet sich vermutlich ab aus der zwischen Lügde und Elbrinxen gelegenen Wüstung Brake und dem Begriff Siek.
Am 1. Januar 1970 kam der Ort durch das Detmold-Gesetz mit anderen Dörfern zur Stadt Schieder-Schwalenberg.

## Sonstiges
- Die ehemalige Schule wurde zum Dorfgemeinschaftshaus umgebaut.

## Persönlichkeiten
- Frank-Walter Steinmeier (* 1956 in Detmold, aufgewachsen in Brakelsiek), SPD-Politiker, ehem. Bundesaußenminister, seit 19. März 2017 Bundespräsident